# Soulcalibur: Broken Destiny
Soulcalibur: Broken Destiny (ソウルキャリバーブロークンデスティニー?, Sourukyaribā: Burōken Desutinī) è un videogioco della serie Soulcalibur, uscito come esclusiva per PlayStation Portable nel 2009. Ha molte delle caratteristiche già viste in Soulcalibur IV; in più sono stati introdotti i personaggi di Kratos, proveniente dai videogiochi della serie God of War, e Dampierre.

## Modalità di gioco
L'uomo nel mirino
È la storia di Broken Destiny, che è molto simile a Maestro d'armi di Soulcalibur II ma si avverte che la storia non è canonica. I giocatori sono spesso dotati di poca energia e quindi bisogna scagliare diversi attacchi agli avversari. Ci sono 34 capitoli, che hanno dalle 2 alle 4 sotto missioni per ogni fase. Bisogna terminare le missioni con il rank A, al fine di sbloccare il capitolo successivo. Come ricompensa per il completamento del Gauntlet, i giocatori ricevono una nuova arma 'Broken Destiny' per Siegfried.
Trials
Le prove si compongono in tre parti - Prova d'Attacco, Prova di Difesa e Prova Infinita. Tutte le parti sono battaglie a base circolare. La Prova d'Attacco premia in base a come un giocatore effettua una serie di attacchi. La Prova di Difesa premia in base a come un giocatore si difende e contrattacca. La Prova Infinita in pratica combina entrambe le prove senza fine, quindi a mo' di survival.
Partita veloce
Qui i giocatori hanno una lista di avversari con i loro titoli e statistiche, e scelgono il combattimento. I giocatori che vincono contro il CPU ricevono un "titolo unico", che sarà sotto il loro nome nella modalità Versus.
Versus
La modalità Versus è simile a quella di Partita Veloce, solo che qui il giocatore si connette in wireless con la PSP.
Allenamento
La modalità allenamento permette di testare le mosse e di far pratica dei controlli come in tutti i giochi Soul precedenti.

### Personaggi
- Lord Geo Dampierre (nuovo)
- Algol
- Amy
- Astaroth
- Cervantes
- Hilde
- Ivy
- Kilik
- Lizardman
- Maxi
- Nightmare
- Raphael
- Rock
- Seong Mi-na
- Siegfried Schtauffen
- Sophitia
- Taki
- Talim
- Tira
- Voldo
- Xianghua
- Yoshimitsu
- Yunsung
- Zasalamel
- Kratos (dalla serie God of War)